# Phyllobrotica decorata
Phyllobrotica decorata är en skalbaggsart som först beskrevs av Thomas Say 1824.  Phyllobrotica decorata ingår i släktet Phyllobrotica och familjen bladbaggar. Inga underarter finns listade i Catalogue of Life.